# Ꝍ
La O con lazo, escrita Ꝍ (minúscula : ꝍ), es una letra utilizada en una serie de ortografías nórdicas medievales que incluyen nórdico antiguo, noruego, e islandés
La letra se utilizaba como abreviatura de escribas durante la Edad Media para representar los sonidos fonémicos. /ǫ/, /ø:/ y /ey/.

## Códigos informáticos
| Carácter      | Ꝍ                                | Ꝍ                                | ꝍ                              | ꝍ                              |
| ------------- | -------------------------------- | -------------------------------- | ------------------------------ | ------------------------------ |
| Unicode       | LATIN CAPITAL LETTER O WITH LOOP | LATIN CAPITAL LETTER O WITH LOOP | LATIN SMALL LETTER O WITH LOOP | LATIN SMALL LETTER O WITH LOOP |
| Codificación  | decimal                          | hex                              | decimal                        | hex                            |
| Unicode       | 42828                            | U+A74C                           | 42829                          | U+A74D                         |
| UTF-8         | 234 157 140                      | EA 9D 8C                         | 234 157 141                    | EA 9D 8D                       |
| Ref. numérica | &#42828;                         | &#xA74C;                         | &#42829;                       | &#xA74D;                       |